# مسياب الملبابة (المحفد)

تعديل مصدري - تعديل

مسياب الملبابة هي إحدى قرى عزلة المحفد بمديرية المحفد التابعة لمحافظة أبين، بلغ تعداد سكانها 169 نسمة حسب تعداد اليمن لعام 2004.